# Limonia raiateaae
Limonia raiateaae är en tvåvingeart som beskrevs av Alexander 1947. Limonia raiateaae ingår i släktet Limonia och familjen småharkrankar. Inga underarter finns listade i Catalogue of Life.